# Mijaíl Kazakov
Mijaíl Ilich Kazakov (en ruso: Михаи́л Ильи́ч Казако́в; 26 de septiembrejul./ 9 de octubre de 1901greg. – 25 de diciembre de 1979) fue un general del ejército del Ejército Rojo y un Héroe de la Unión Soviética.
Después de servir como soldado ordinario en las etapas finales de la Guerra civil rusa, se convirtió en comisario político durante la década de 1920, para posteriormente pasar a ocupar puestos de mando y de estado mayor a partir de mediados de la década de 1920. Ascendió a jefe del Estado Mayor del Distrito Militar de Asia Central cuando comenzó la Operación Barbarroja, y entre 1942 y 1943 se desempeñó como jefe de Estado Mayor y comandante adjunto de varios frentes, con un período como comandante del 69.° Ejército durante la tercera batalla de Járkov. Kazakov estuvo al mando del 10.º Ejército de la Guardia desde principios de 1944 durante el avance soviético hacia los estados bálticos (véase ofensiva del Báltico) y el cerco de las tropas alemanas en la bolsa de Curlandia. Después de la guerra, ascendió al mando del Grupo de Fuerzas del Sur y del Distrito Militar de Leningrado, poniendo fin a su carrera como primer subjefe del Estado Mayor.

## Biografía

### Infancia y juventud
Mijaíl Kazakov nació el 9 de octubre de 1901 en la aldea de Velikusha, gobernación de Vólogda (imperio ruso) en el seno de una familia de campesinos rusos. Completó la escuela primaria y después de la Revolución de Octubre de 1917 se convirtió en miembro del comité revolucionario local y soldado en un destacamento de alimentos.
Reclutado en el Ejército Rojo en julio de 1920 durante la Guerra civil rusa fue enviado al 3.er Regimiento de Reserva en Arcángel, y un mes después se convirtió en secretario del comisario del regimiento. Luchó en el Frente Sur desde agosto de 1920 como copista en la oficina del comisario de la 136.ª Brigada de la 46.ª División de Fusileros, y luego como soldado del Ejército Rojo del 407.º Regimiento de Fusileros. Kazakov participó en las batallas contra el Ejército de Piotr Wrangel en la cabeza de puente de Nikópol, la Operación Perekop-Chongar en noviembre y en la eliminación de las fuerzas antisoviéticas en Crimea en diciembre.

### Preguerra

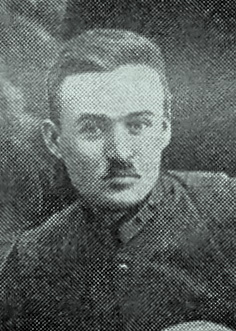
Mijaíl Kazavok en 1920 cuando era asistente del comandante del 10.° regimiento de caballería

Después del final de la guerra, Kazakov trabajó como comisario político en las 46.ª y 6.ª divisiones de fusileros de Crimea y, a partir del 21 de julio de 1921, como comisario político de la compañía en el 21.º Regimiento de Fusileros. En enero de 1922 se convirtió en comisario adjunto del regimiento, luego, en marzo, se convirtió en comisario del 19.º Regimiento de Fusileros. Posteriormente, Kazakov se convirtió en organizador del partido en el 7.º Regimiento antes de ser transferido a la 2.ª División de Caballería Cosaca Roja en junio de 1924 para convertirse en comisario de su 8.º Regimiento de Caballería. Con la división, se convirtió en instructor y propagandista del departamento político de la división antes de pasar a un puesto de mando como asistente del comandante del regimiento para el suministro.
Kazakov se graduó del Curso de Mejoramiento de Oficiales de Caballería de Novocherkask (KUKS) en 1927 y de la Academia Militar Frunze en 1931. Esta educación lo preparó para asumir puestos operativos, y se convirtió en subdirector del departamento de administración y suministros de la Academia Frunze después de graduarse en mayo de 1931. En junio de 1933, se trasladó al 2.º Cuerpo de Caballería, estacionado en el Distrito Militar de Kiev, para servir como jefe de la 1.ª sección de su personal, y se convirtió en comandante y comisario del 29.º Regimiento de Caballería de la 5.ª División de Caballería en marzo. 1936. Ascendido a coronel ese mismo año, Kazakov fue enviado a estudiar en la Academia Militar del Estado Mayor de las Fuerzas Armadas de la URSS, siendo nombrado subjefe de Estado Mayor del Distrito Militar de Asia Central al graduarse en julio de 1937. Kazakov sucedió al puesto de jefe de Estado Mayor del distrito en abril de 1938, ascendió al rango de kombrig (comandante de brigada) el 15 de julio de ese año y a komdiv (comandante de división) el 31 de diciembre de 1939. Cuando el Ejército Rojo introdujo las filas de oficiales generales el 4 de junio de 1940, se convirtió en mayor general.

### Segunda Guerra Mundial

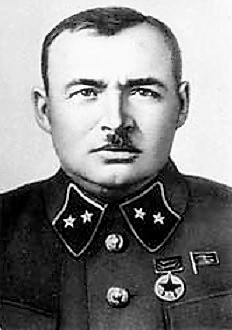
Mayor general Mijaíl Kazakov en 1940

Poco después del inicio de la invasión alemana a la Unión Soviética (Operación Barbarroja), Kazakov se convirtió en jefe de Estado Mayor del 53.º Ejército Independiente, formado a partir del Distrito Militar de Asia Central para la invasión anglosoviética de Irán. Mientras el ejército estaba estacionado en Irán, se desempeñó como su comandante interino a fines de octubre. Después de que se disolviera el cuartel general del ejército, se le concedió la solicitud de ser enviado al frente y en enero de 1942 se convirtió en jefe de Estado Mayor del Frente de Briansk. Kazakov, que pasó a ocupar el mismo puesto en el Frente de Vorónezh el 20 de julio, participó en la organización de la formación y la planificación de la Ofensiva Ostrogozhsk–Róssosh y la Ofensiva Vorónezh-Kastórnoe.
En enero de 1943, fue ascendido al rango de teniente general, Comandó el 69.º Ejército entre febrero y marzo de 1943. Después de la Tercera Batalla de Járkov, se convirtió en comandante asistente de las fuerzas del Frente de Reserva, que en abril se convirtió en el Frente de la Estepa. En julio se trasladó para convertirse en comandante adjunto del Frente de Briansk, que el 10 de octubre se convirtió en el Frente Báltico y diez días después en el Segundo Frente Báltico. El 20 de enero de 1944, recibió el mando del 10.º Ejército de la Guardia del frente y lo dirigió durante el resto de la guerra. En septiembre-octubre de 1944, las tropas del ejército participaron en la ofensiva de Riga, el ataque soviético contra la capital letona. No obstante, Hitler había permitido a Ferdinand Schörner preparar su retirada de Riga desde el 11 de octubre, por lo que la ciudad cayó fácilmente y el 22 de octubre alcanzaron la línea de defensa enemiga de Tukums, bloqueando, junto con las tropas del Primer Frente Báltico, al Grupo de Ejércitos Norte en la Bolsa de Curlandia. Posteriormente, y hasta abril de 1945, las tropas de Segundo Frente Báltico mantuvieron el bloqueo y lucharon para destruir al Grupo de Ejércitos Curlandia, al mando del coronel general Lothar Rendulic. Que englobaba a todas las tropas alemanas cercadas en la península de Curlandia.
Fue ascendido a coronel general en septiembre. Por su «liderazgo hábil y coraje personal» demostrado en la guerra, Kazakov fue nombrado Héroe de la Unión Soviética en febrero de 1978.

### Posguerra
Después del final de la guerra, Kazakov estuvo al mando del ejército hasta agosto de 1946 y participó en el Desfile de la Victoria de Moscú de 1945. En agosto de 1946 se trasladó al Distrito Militar de Transcaucasia, donde se convirtió en subcomandante de distrito y jefe de Estado Mayor en febrero de 1947. Relevado de su cargo por «una actitud incorrecta hacia los problemas de las formaciones nacionales» en el distrito, Kazakov fue nombrado comandante asistente de las fuerzas del Distrito Militar de los Urales del Sur, en la práctica una degradación. Esto resultó ser temporal, ya que fue nombrado jefe del Estado Mayor del Distrito Militar de Odesa en noviembre de 1950 y comandante del Distrito Militar de los Urales en mayo de 1953.
En agosto de 1955 fue ascendido a general del ejército y, en enero de 1956, nombrado comandante en jefe adjunto de las Fuerzas Terrestres para entrenamiento de combate. Su ascenso a puestos superiores continuó y estuvo al mando del Grupo de Fuerzas del Sur desplegadas en Hungría desde diciembre de ese año y luego del Distrito Militar de Leningrado desde octubre de 1960. Kazakov fue nombrado Jefe de Estado Mayor Combinado de las Fuerzas Armadas Unificadas de la Organización del Tratado de Varsovia y primer subjefe simultáneo del Estado Mayor General en noviembre de 1965. Este resultó ser su último puesto activo, ya que en agosto de 1968 se retiró del ejército y fue nombrado inspector-asesor del Grupo de Inspectores Generales, cargo en el que permaneció hasta su muerte en Moscú el 25 de diciembre de 1979. Fue enterrado en el cementerio Novodévichi de la capital moscovita.

## Promociones
- Mayor (13 de diciembre de 1935).
- Coronel (13 de julio de 1937).
- Kombrig (15 de julio de 1938).
- Komdiv (31 de diciembre de 1939).
- Mayor general (4 de junio de 1940).
- Teniente general (19 de enero de 1943).
- Coronel general (13 de septiembre de 1944).
- General del ejército (8 de agosto de 1955).[3]

## Memorias y ensayos
- Kazakov M. I. Dramaturgia săgeţilor roşii şi albastre. - Bucarest: Ed. militară, 1968. (en rumano)
- Kazakov M.I. Las batallas fueron ruidosas. - Sofía: Derzhavno Military Publishing House, 1969. (en búlgaro)
- Kazakov M.I. Sobre el mapa de batallas pasadas. - Moscú: Publicaciones militares, 1971.[4]
- Kazakov M.I. Cualquier flanco. - Riga, 1977.
- Kazakov M.I. Estamos contigo hermano de la infantería. - Riga, 1979.
- Kazakov M.I. En dirección a Vorónezh en el verano de 1942. // Revista de historia militar. - 1964. - n.º 10. - P.27-44.
- Kazakov M.I. Utilizando las reservas del ejército ruso en la Primera Guerra Mundial. // Revista de historia militar. - 1971. - n.º 12. - P.20-31.
- Kazakov M.I. Uso de reservas en la guerra ruso-japonesa de 1904-1905. // Revista de historia militar. - 1971. - n.º 4. - P.44-31.
- Kazakov MI  Uso de reservas estratégicas. // Revista de historia militar. - 1972. - n.º 5. - P.28-35.
- Kazakov M.I. Sobre las reservas humanas del Ejército Rojo durante la Guerra Civil. // Revista de historia militar. - 1973. - n.º 9. - P.54-60.
- Kazakov M.I. Mariscal de la Unión Soviética Matvéi Zajárov. // Revista de historia militar. - 1978. - n.º 8. - P.86-89.

## Condecoraciones
A lo largo de su vida, Mijaíl Kazakov recibió las siguientes condecoraciones
Unión Soviética
- Héroe de la Unión Soviética.
- Orden de Lenin, tres veces
- Orden de la Bandera Roja, cuatro veces
- Orden de la Revolución de Octubre
- Orden de Suvórov de 1.er y de 2.do grado.
- Orden de Kutúzov de 1.er grado, dos veces.
- Orden de la Estrella Roja, dos veces
- Orden del Servicio a la Patria en las Fuerzas Armadas de la URSS
- Medalla Conmemorativa por el Centenario del Natalicio de Lenin
- Medalla del 20.º Aniversario del Ejército Rojo de Obreros y Campesinos
- Medalla por la Victoria sobre Alemania en la Gran Guerra Patria 1941-1945
- Medalla Conmemorativa del 20.º Aniversario de la Victoria en la Gran Guerra Patria de 1941-1945
- Medalla Conmemorativa del 30.º Aniversario de la Victoria en la Gran Guerra Patria de 1941-1945
- Medalla de Veterano de las Fuerzas Armadas de la URSS
- Medalla del 30.º Aniversario de las Fuerzas Armadas de la URSS
- Medalla del 40.º Aniversario de las Fuerzas Armadas de la URSS
- Medalla del 50.º Aniversario de las Fuerzas Armadas de la URSS
- Medalla del 60.º Aniversario de las Fuerzas Armadas de la URSS

Otros países
- Orden de la Bandera Roja (Hungría)
- Orden de la República Popular de Bulgaria
- Medalla Honrado en el Campo de la Gloria (República Popular de Polonia)
- Medalla por el Oder, Neisse y el Báltico (Polonia)
- Medalla de la Hermandad en Armas (Polonia)
- Medalla por el fortalecimiento de la amistad en armas (Checoslovaquia)
- Orden de la Estrella Polar (Mongolia)
- Medalla del 30.º Aniversario de la Victoria en Jaljin Gol (Mongolia)
- Medalla del 50.º Aniversario de la Revolución Popular de Mongolia
- Medalla del 50.º Aniversario del Ejército Popular de Mongolia
- Medalla de la Amistad Chino-Soviética (República Popular China)